# Saint Amour (2016)
Saint Amour is een Frans-Belgische film uit 2016, geschreven en geregisseerd door Benoît Delépine en Gustave de Kervern. De film ging op 19 februari in première op het Internationaal filmfestival van Berlijn.

## Verhaal
Elk jaar volgt Bruno (Benoît Poelvoorde) de wijnroute zonder echter de landbouwbeurs te verlaten. Wanneer zijn vader Jean (Gérard Depardieu) zijn kampioenstier op de beurs komt presenteren, besluiten ze samen werkelijk de wijnroute te gaan maken. Ze huren de taxichauffeur Mike in om hen veilig overal te brengen. Tijdens de reis groeien vader en zoon terug dichter naar elkaar toe en ontmoeten ze een aantal vrouwen waarbij ze toosten op Saint Amour en de liefde zelf.

## Rolverdeling
| Acteur             | Personage             |
| ------------------ | --------------------- |
| Gérard Depardieu   | Jean                  |
| Benoît Poelvoorde  | Bruno                 |
| Vincent Lacoste    | Mike                  |
| Céline Sallette    | Venus                 |
| Gustave Kervern    | de nonkel             |
| Ana Girardot       | la jumelle            |
| Chiara Mastroianni | Frituureigenares      |
| Solène Rigot       | de restaurantserveuse |